# Solenn Heussaff
 (octobre 2024).
Pour les articles homonymes, voir Heussaff.
Solenn Heussaff est une actrice, mannequin et chanteuse philippine née d'un père breton. Elle était l'une des naufragées officielles de Survivor Philippines: Celebrity Showdown (en). Elle a atteint les trois dernières places. En décembre 2010, elle signa un contrat d'enregistrement avec MCA Music (en), un contrat de cinéma avec Regal Entertainment, et un contrat de télévision avec GMA Network et GMA Artist Center (en).

## Biographie
Son père, Paul-Louis Heussaff, 70 ans, est né à Douarnenez (Finistère). Ancien de la Marine nationale, il se posa il y une quarantaine d'années à Manille où il se maria à une Philippine (Cynthia Adea), ex-danseuse du Ballet Philippines (en). Paul-Louis Heussaff est aujourd'hui à la tête de nombreuses sociétés dans les services aux entreprises pétrolières et l'industrie cinématographique. 
Elle a une grande sœur nommée Vanessa et un petit frère nommé Erwan, restaurateur et blogueur cuisine marié à Anne Curtis, .
Solenn Heussaff s'est fait tatouer, en breton, « Si tu tombes, relève-toi ».
Solenn Heussaff s'est mariée le 21 mai 2016 à Combourg, à l'église paroissiale Notre-Dame-de-l'Assomption, avec Nico Bolzico, et la réception s'est tenue au château du Grand-Val.
Solenn Heussaff a étudié le stylisme à Paris pendant trois ans au Studio Berçot après avoir obtenu son diplôme de l'École européenne internationale de Manille (en). Elle a ensuite fait un stage chez Dior et Fanny Liautard. Elle a également travaillé comme habilleuse pour la Semaine de la mode de Paris. Elle revint ensuite aux Philippines pour faire un stage chez Lulu Tan Gan qui l'engagea au bout d'un mois environ. Puis un an plus tard, elle retourna à Paris afin d'étudier le maquillage, les prothèses et la peinture corporelle. Elle a travaillé un peu pour des sitcoms comme le Jamel Comedy Club, 3 projets Diesel et quelques pièces de théâtre. Puis, elle revint travailler avec Lulu et elle m'a confié le rôle de designer interne et de développeur de produits.
Animatrice de télévision, elle a aussi lancé sa marque de cosmétiques

## Filmographie sélective
- Alyas Robin Hood (en)
- Akin Pa Rin ang Bukas (en)
- Love Is Blind (en)
- Status: It's Complicated (en)
- Sosy Problems (en)

## Télévision
- Sunday All Stars
- A1 Ko Sa 'Yo
- 2016–2017 : Encantadia (série télévisée) : Cassiopea / Avria (218 épisodes)